# ایستگاه متروی سرسبز
ایستگاه متروی سرسبز، یکی از ایستگاه‌های خط ۲ مترو تهران است که در بزرگراه رسالت تقاطع خیابان شهید آیت تهران (چهارراه سرسبز) است.
این ایستگاه ۲ ورودی دارد: ورودی ۱: ضلع شمال غربی چهارراه سرسبز؛ ورودی ۲: ضلع جنوب شرقی چهارراه سرسبز.
این ایستگاه نزدیک‌ترین ایستگاه به میدان هفت حوض می‌باشد و قرار است در آینده، ایستگاه تقاطعی خط ۲ و خط ۸ متروی تهران و خط ۹ متروی تهران شود.

## خطوط اتوبوسرانی
از خطوط اتوبوسرانی منتهی و عبوری از مجاور این ایستگاه خطوط ذیل می‌باشد:
- خط ۱۰۳ یا ۳ اتوبوس‌های تندرو از پایانه علم و صنعت به پایانه خاوران در مسیر بزرگراه داریوش ، میدان هفت حوض، خیابان شهید آیت، میدان امامت، خیابان سی متری نیروی هوایی و بزرگراه بسیج
- خط ۱۰۵ یا ۵ اتوبوس‌های تندرو از پایانه علم و صنعت به پایانه بیهقی در مسیر بزرگراه داریوش ، میدان رسالت، بزرگراه داریوش ، روی پل سید خندان، ادامه بزرگراه رسالت ، متروی مصلی، میدان آرژانتین تا بیهقی
- خط اتوبوس ۲۰۸ پل خاقانی به شهرک پارس در مسیر خیابان شقایق، خیابان پدر ثانی، دردشت ، پایانه مترو علم و صنعت، بزرگراه داریوش ، دور برگردان بزرگراه داریوش به سمت غرب، خ. آیت، خ شهید سردار نیلفروشان، خ ۴۱، دانشگاه علم و صنعت، خ. حیدر خانی، بلوار دلاوران، خ. سراج ، بلوار استقلال ، خیابان توحید
- خط اتوبوس ۲۲۲ کوهک به میدان رسالت در مسیر کوهک، خیابان نیروی دریایی، خیابان شهید نیلفروشان، خ. شهید آیت، متروی سرسبز، خ. قزوینی، خ فتحی، پایانه رسالت[۱]